# Možga
Možga (in russo Можга?) è una città della Russia della repubblica autonoma dell'Udmurtia, capoluogo del Možginskij rajon.

## Curiosità
Možga era famosa ai tempi dell'unione sovietica quale centro di produzione di cancelleria ed articoli da disegno in legno per tutto l'apparato scolastico sovietico.